# Dîkove, Hlobîne
Dîkove (în ucraineană Дикове) este un sat în comuna Pustoviitove din raionul Hlobîne, regiunea Poltava, Ucraina.